# (39536) Lenhof
(39536) Lenhof est un astéroïde de la ceinture principale.

## Description
(39536) Lenhof est un astéroïde de la ceinture principale. Il fut découvert le 10 octobre 1990 à Tautenburg par Lutz Dieter Schmadel et Freimut Börngen. Il présente une orbite caractérisée par un demi-grand axe de 2,25 UA, une excentricité de 0,17 et une inclinaison de 5,7° par rapport à l'écliptique.

## Compléments